# Verny
Pour les articles homonymes, voir Verny.
Verny est une commune française située dans le département de la Moselle en région Grand Est.

## Géographie
Verny se trouve à 12 kilomètres au sud de Metz, sur la rive droite de la Seille, un affluent de la Moselle.

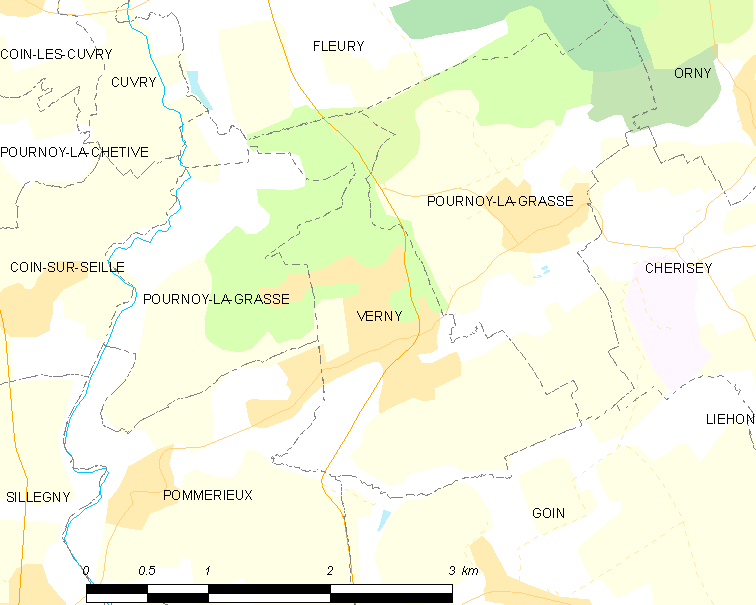
Carte de la commune.

### Communes limitrophes
| Cuvry             | Fleury | Pournoy-la-Grasse |
| Pournoy-la-Grasse | Verny  |                   |
| Pommérieux        |        | Goin              |

### Transports
Verny se situe sur la route départementale 913 ou rue de Metz. La rocade Sud de Metz est à cinq kilomètres au nord de la commune et permet de rejoindre l'autoroute A31 plus à l'est. À cinq kilomètres au sud, vers Louvigny, se trouvent la gare de Lorraine TGV et l’aéroport régional de Lorraine.

### Hydrographie
La commune est située dans le bassin versant du Rhin au sein du bassin Rhin-Meuse. Elle est drainée par la Seille, le ruisseau de Cherisey, le ruisseau de Verny et le ruisseau de Goin.
La Seille, d'une longueur totale de 137,7 km, prend sa source dans la commune de Maizières-lès-Vic et se jette  dans la Moselle à Metz en limite avec Saint-Julien-lès-Metz, après avoir traversé 57 communes.
Le ruisseau de Cherisey, d'une longueur totale de 10,7 km, prend sa source dans la commune de Pontoy et se jette  dans le ruisseau de Verny  à Pommérieux, après avoir traversé six communes.
Le ruisseau de Verny, d'une longueur totale de 10,8 km, prend sa source dans la commune de Silly-en-Saulnois et se jette  dans la Seille à Pommérieux en limite et face à Sillegny, après avoir traversé sept communes.

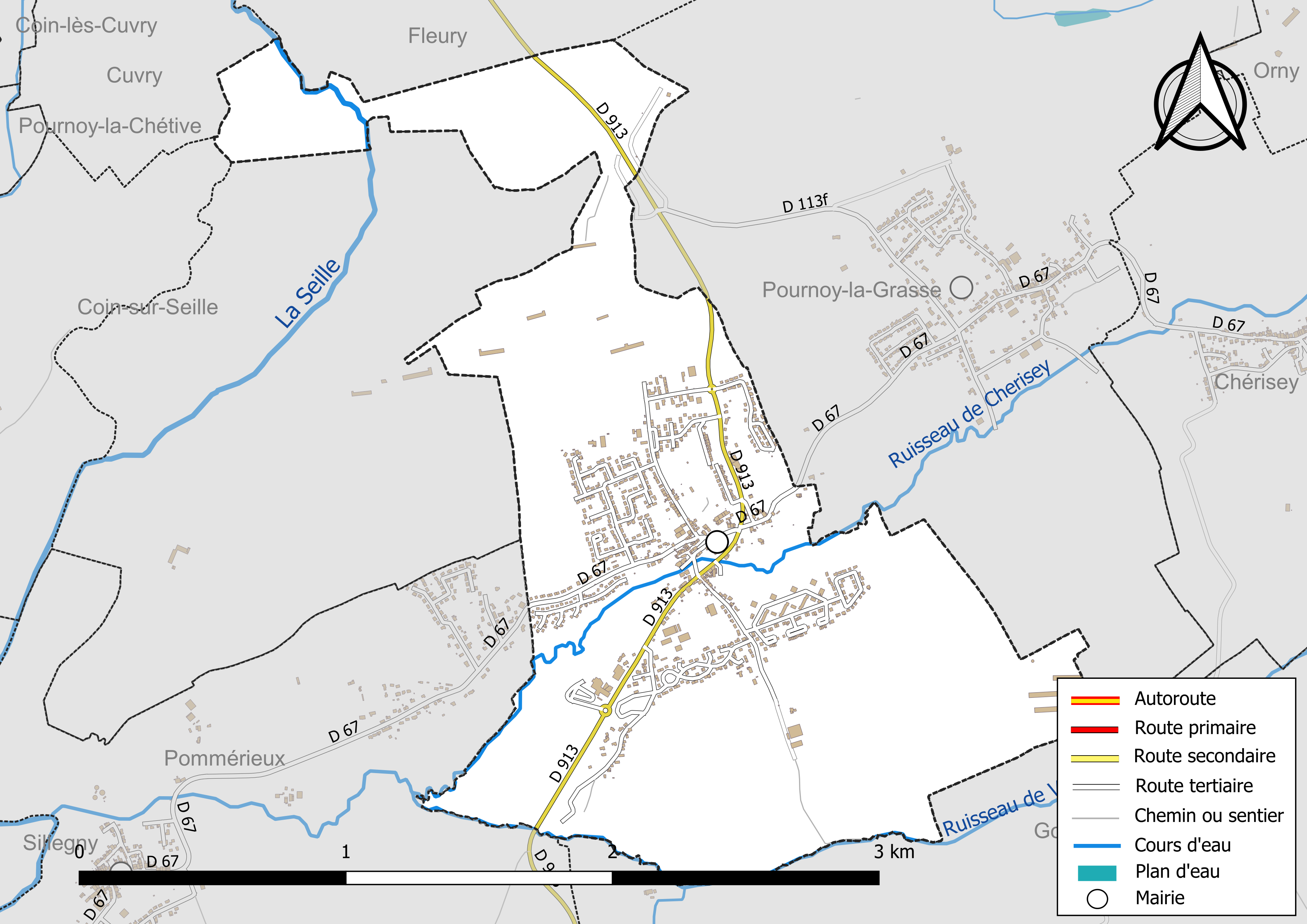
Réseaux hydrographique et routier de Verny.

La qualité des eaux des principaux cours d’eau de la commune, notamment de la Seille, du ruisseau de Cherisey et du ruisseau de Verny, peut être consultée sur un site dédié géré par les agences de l’eau et l’Agence française pour la biodiversité.

### Climat
Pour des articles plus généraux, voir Climat du Grand Est et Climat de la Moselle.
En 2010, le climat de la commune est de type climat océanique dégradé des plaines du Centre et du Nord, selon une étude du Centre national de la recherche scientifique s'appuyant sur une série de données couvrant la période 1971-2000. En 2020, Météo-France publie une typologie des climats de la France métropolitaine dans laquelle la commune est exposée à un climat semi-continental et est dans la région climatique  Lorraine, plateau de Langres, Morvan, caractérisée par un hiver rude (1,5 °C), des vents modérés et des brouillards fréquents en automne et hiver. 
Pour la période 1971-2000, la température annuelle moyenne est de 9,8 °C, avec une amplitude thermique annuelle de 16,8 °C. Le cumul annuel moyen de précipitations est de 775 mm, avec 11,8 jours de précipitations en janvier et 9,3 jours en juillet. Pour la période 1991-2020, la température moyenne annuelle observée sur la station météorologique de Météo-France la plus proche, « M.n.l. », sur la commune de Goin à 2 km à vol d'oiseau, est de 10,7 °C et le cumul annuel moyen de précipitations est de 678,8 mm. 
La température maximale relevée sur cette station est de 39,5 °C, atteinte le 24 juillet 2019 ; la température minimale est de −16,3 °C, atteinte le 2 janvier 1997,,. 
Les paramètres climatiques de la commune ont été estimés pour le milieu du siècle (2041-2070) selon différents scénarios d'émission de gaz à effet de serre à partir des nouvelles projections climatiques de référence DRIAS-2020. Ils sont consultables sur un site dédié publié par Météo-France en novembre 2022.

## Urbanisme

### Typologie
Au 1er janvier 2024, Verny est catégorisée bourg rural, selon la nouvelle grille communale de densité à sept niveaux définie par l'Insee en 2022.
Elle appartient à l'unité urbaine de Verny, une agglomération intra-départementale regroupant deux  communes, dont elle est ville-centre,,. Par ailleurs la commune fait partie de l'aire d'attraction de Metz, dont elle est une commune de la couronne,. Cette aire, qui regroupe 245 communes, est catégorisée dans les aires de 200 000 à moins de 700 000 habitants,.

### Occupation des sols
L'occupation des sols de la commune, telle qu'elle ressort de la base de données européenne d’occupation biophysique des sols Corine Land Cover (CLC), est marquée par l'importance des territoires agricoles (55 % en 2018), en diminution par rapport à 1990 (62,4 %). La répartition détaillée en 2018 est la suivante : 
terres arables (34,4 %), zones urbanisées (22,8 %), prairies (20,5 %), forêts (18,7 %), milieux à végétation arbustive et/ou herbacée (3,6 %). L'évolution de l’occupation des sols de la commune et de ses infrastructures peut être observée sur les différentes représentations cartographiques du territoire : la carte de Cassini (XVIIIe siècle), la carte d'état-major (1820-1866) et les cartes ou photos aériennes de l'IGN pour la période actuelle (1950 à aujourd'hui).

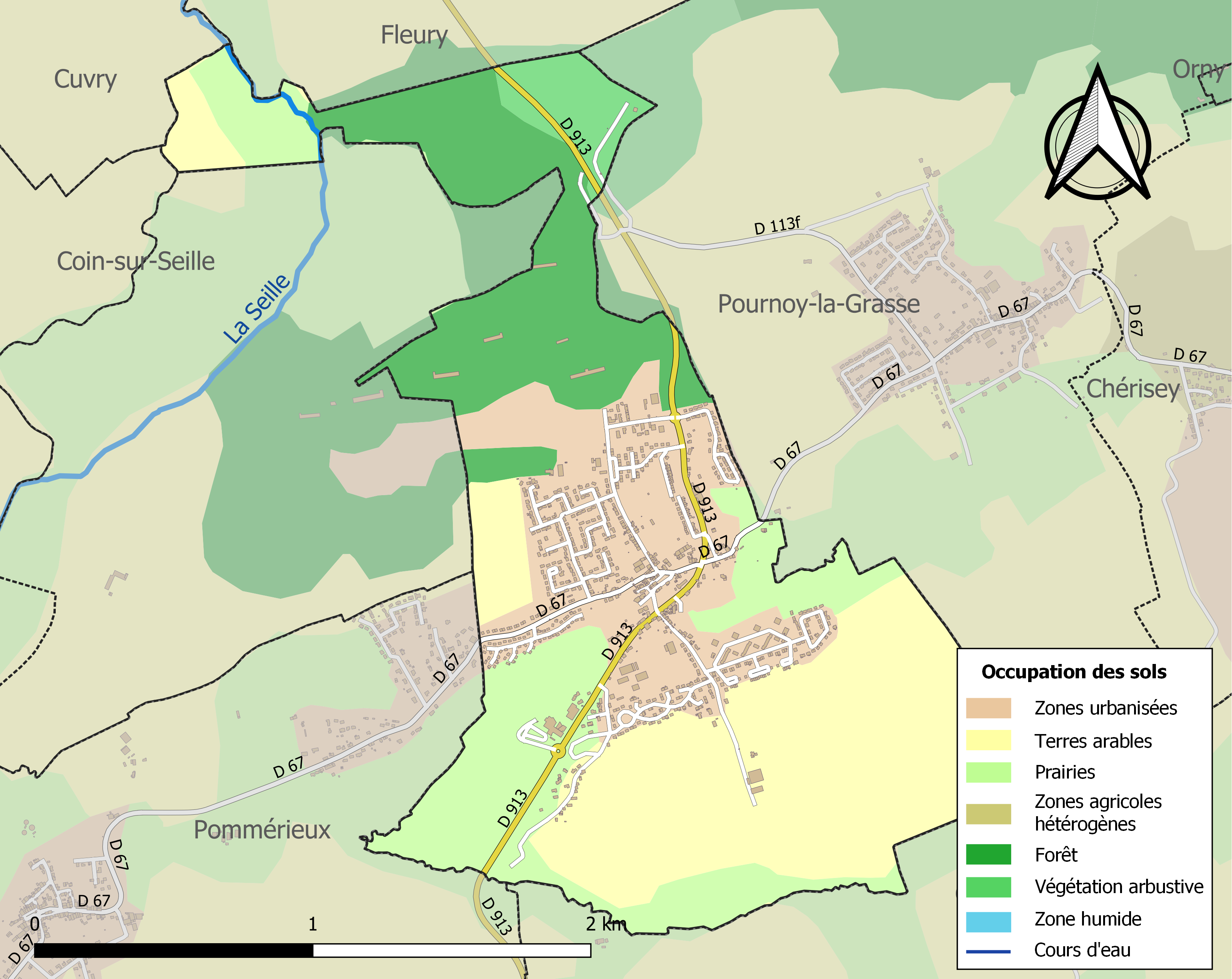
Carte des infrastructures et de l'occupation des sols de la commune en 2018 (CLC).

## Histoire
La première mention de Verny date de 914, quand Vigeric, alors abbé de Gorze, fait présent à l’abbaye de terres situées sur le ban de Verny. Nous n’avons jusqu’à présent retrouvé aucune trace de document parlant de Verny avant 914 et aucune fouille archéologique connue n’a été faite sur le site. Mais l’étude étymologique du mot Verny peut laisser penser qu’il existait déjà un domaine rural à l’époque romaine. Verny pourrait ainsi avoir une origine gallo-romaine, Vernius (ou Vernio), un nom d’homme, auquel s’ajoute la désinence -acum, qui servait à désigner des domaines. Nous aurions ainsi *Vernius-acum, *Verniacum, c’est-à-dire le domaine de Vernius. Cependant, le substantif celtique *verno- ( > verne), aulne, n'est pas impossible. Homonymie avec Vergné (Charente-Maritime).
Il existe aussi, hors de la Lorraine, un saint Verny, encore honoré dans le centre de la France, comme saint patron des vignerons. Son origine, que l’on situe sur les bords du Rhin, remonte à la fin du XIIIe siècle.
Verny, autrefois Vergney, village de l'ancienne province des Trois Evêchés, est déjà mentionné dans les Chartres du 13e siècle. Il appartenait alors à l’ancienne famille de Vergney, qui tenait ce fief des seigneurs de Chérisey. En 1331, Henri de Chérisey, écuyer, céda par une chartre à l'évêque de Metz Adhémar de Monteil, ses droits sur la forte maison de Verny, sur la ville et ses appartenances. Depuis ce moment le seigneur de Verny resta vassal de l’évéque. C’est vers la même époque que Louis de Verny vendit à l’abbesse de Sainte-Marie de Metz, le fief de Pournoy-la-Grasse, avec le consentement de son oncle Henri de Chérisey, de qui il le tenait . À partir de ce moment le seigneur de Verny sera vassal de l’évêque de Metz et l’histoire de Verny sera liée à celle de la principauté épiscopale de Metz.
Cette maison forte, un petit château fort, sera détruite en 1635 par les Suédois, pendant la guerre de Trente Ans.
Au début du XVIe siècle, la seigneurie de Verny est dans la famille de Barisey. Puis elle sera partagée entre les familles de Flavigny, de Feriet et de Collin, toutes issues de la haute bourgeoisie messine. Par la suite les de Feriet seront les seuls seigneurs du ban de Verny de 1671 à la Révolution et Louis Philippe de Feriet, qui fut président du Parlement de Metz, construisit un nouveau château à l’époque de Louis XV.
De 1814 à 1870, Verny sera réuni à la commune de Pournoy-la-Grasse pour ne former qu’une seule mairie, mais à deux sections, tout en demeurant chef-lieu de canton.
En 1869, rien ne va plus entre les deux sections de la commune Pournoy - Verny et celles-ci décident de se séparer. Ce sera fait par un décret de Napoléon III datant du 26 novembre 1869.
Le premier conseil municipal de Verny se réunit le 8 février 1870, peu de temps avant la guerre franco-allemande de 1870. Il n'y a pas de combats à Verny, mais les troupes allemandes occupent le village d’août à octobre 1870 et logent dans la mairie et l’école. Comme les autres communes de l'actuel département de la Moselle, Verny est annexée à l’Empire allemand de 1871 à 1918. Pour protéger Metz, siège du district de Lorraine, la construction d'un fort est programmée près de Verny. La Feste Wagner, sur les communes de Pournoy-la-Grasse et de Verny, complète la seconde ceinture fortifiée de Metz composée des Festen Wagner (1904-1912), Kronprinz (1899 - 1905), Leipzig (1907-1912), Kaiserin (1899-1905), Lothringen (1899-1905), Freiherr von der Goltz (1907-1916), Haeseler (1899-1905), Prinz Regent Luitpold (1907-1914) et Infanterie-Werk Belle-Croix (1908-1914). Les Allemands construiront ainsi, sur le territoire de Verny et de Pournoy-la-Grasse, un groupe fortifié devant servir de position avancée du sud messin, à la fois sentinelle et gardienne de la vallée de la Seille. Située à 1 km au nord de Verny, la forteresse domine la Seille d’une hauteur de 65 à 70 mètres. Elle s’étend sur une sorte d’éperon et s’allonge d’est en ouest sur environ 1 200 m. L’association pour la découverte de la fortification messine réhabilite le site et y organise régulièrement des visites. Lorsque la Première Guerre mondiale éclate, les Mosellans se battent loyalement pour l’Empire allemand. En dépit de leur attachement à l’Empire, les habitants de la commune accueillent avec joie la fin des hostilités. Le village n'eut pas à souffrir de dégâts à cette époque.
Pendant l’entre-deux-guerres, Verny se modernise peu à peu.
La Seconde Guerre mondiale et l'Annexion de la Moselle (1940) seront, en revanche, la cause de traumatismes profonds et de destructions massives. En 1940-1941, de nombreux habitants sont expulsés. Au cours de la bataille de Metz, en 1944, le château du XVIIIe siècle est bombardé par l’aviation américaine. Il s’ensuivra un incendie, qui ne laissera rien de cette ancienne demeure seigneuriale. Malgré la combativité de la 462e Volks-Grenadier-Division, Verny est libérée par la 5e DI de l'armée Patton le 21 novembre 1944, à la fin de la bataille de Metz.
Au début des années 1970, Verny « explosera » et sa population passera de 257 habitants en 1968 à 1465 en 1982. C’est à ce moment que se feront tous les aménagements qui font le charme du Verny d’aujourd’hui.
Les années 1970 voient une extension considérable du village : la rue du Moulin avec ses 120 logements locatifs, rue de Lorraine et son lotissement les Chenevières. À l'extrémité, les habitations des Acacias sont plus récentes (2007 - 2008).
De 1998 à 2002 : lotissement d'Avigy (140 maisons).
2009 : travaux de construction d'un nouveau lotissement Les Bagrasses (46 parcelles).
2015 : travaux de construction d'un nouveau lotissement La Bergerie (40 parcelles).
De 1790 à 2015, Verny était le chef-lieu de l'ex-canton de Verny.

## Politique et administration

### Liste des maires successifs
| Période                                  | Période   | Identité                        | Étiquette | Qualité                             |
| ---------------------------------------- | --------- | ------------------------------- | --------- | ----------------------------------- |
| mars 1989                                | mars 2001 | Walter Cavaliere                |           |                                     |
| mars 2001                                | mars 2008 | Jean-Louis Rossignol            |           |                                     |
| mars 2008                                | mai 2020  | Marie-Thérèse Gansoinat-Ravaine | PS        | Vice-présidente du conseil régional |
| mai 2020                                 | En cours  | Victorien Nicolas               | PS        |                                     |
| Les données manquantes sont à compléter. |           |                                 |           |                                     |

### Intercommunalité
Depuis le 1er janvier 2014, la Communauté de Communes du Vernois a fusionné avec les communautés de communes d'Accueil de l'Aéroport Régional de Lorraine et de Rémilly et Environs pour donner naissance à la Communauté de Communes du Sud Messin comptant environ 15 000 habitants et 35 communes. Depuis le 1er septembre 2014 la commune de Villers-Stoncourt a quitté la Communauté de Communes du Sud Messin pour rejoindre la Communauté de Communes du Pays de Pange.
La Présidente de la CCSM est Mme Brigitte Torloting (maire de Louvigny).

#### Représentants de la commune de Verny au conseil communautaire
- Victorien Nicolas (2e vice-président, chargé de l'aménagement du territoire, de l'urbanisme et des transports)
- François Valentin
- Colette Rottier
- Jean-Marc Sautreau
- Mélanie Adèle-Perrey
- Anne-Françoise Neuschwander

### Services publics
En sus de la mairie, trois services publics sont présents sur la commune :
- La Maison France Services ;
- Le Centre des Finances Publiques ;
- La Poste

## Démographie
L'évolution du nombre d'habitants est connue à travers les recensements de la population effectués dans la commune depuis 1793. Pour les communes de moins de 10 000 habitants, une enquête de recensement portant sur toute la population est réalisée tous les cinq ans, les populations de référence des années intermédiaires étant quant à elles estimées par interpolation ou extrapolation. Pour la commune, le premier recensement exhaustif entrant dans le cadre du nouveau dispositif a été réalisé en 2004.

En 2022, la commune comptait 2 056 habitants, en évolution de +5,98 % par rapport à 2016 (Moselle : +0,52 %, France hors Mayotte : +2,11 %).
| 1793 | 1800 | 1806 | 1871 | 1875 | 1880 | 1885 | 1890 | 1895 |
| ---- | ---- | ---- | ---- | ---- | ---- | ---- | ---- | ---- |
| 191  | 194  | 192  | 278  | 295  | 261  | 255  | 232  | 227  |

| 1900 | 1905 | 1910 | 1921 | 1926 | 1931 | 1936 | 1946 | 1954 |
| ---- | ---- | ---- | ---- | ---- | ---- | ---- | ---- | ---- |
| 211  | 375  | 364  | 219  | 212  | 223  | 243  | 235  | 249  |

| 1962 | 1968 | 1975  | 1982  | 1990  | 1999  | 2004  | 2006  | 2009  |
| ---- | ---- | ----- | ----- | ----- | ----- | ----- | ----- | ----- |
| 238  | 257  | 1 216 | 1 467 | 1 434 | 1 500 | 1 783 | 1 882 | 1 933 |

| 2014  | 2019  | 2022  | - | - | - | - | - | - |
| ----- | ----- | ----- | - | - | - | - | - | - |
| 1 953 | 1 953 | 2 056 | - | - | - | - | - | - |

## Économie
Nombreux commerces et artisans.

## Culture locale et patrimoine

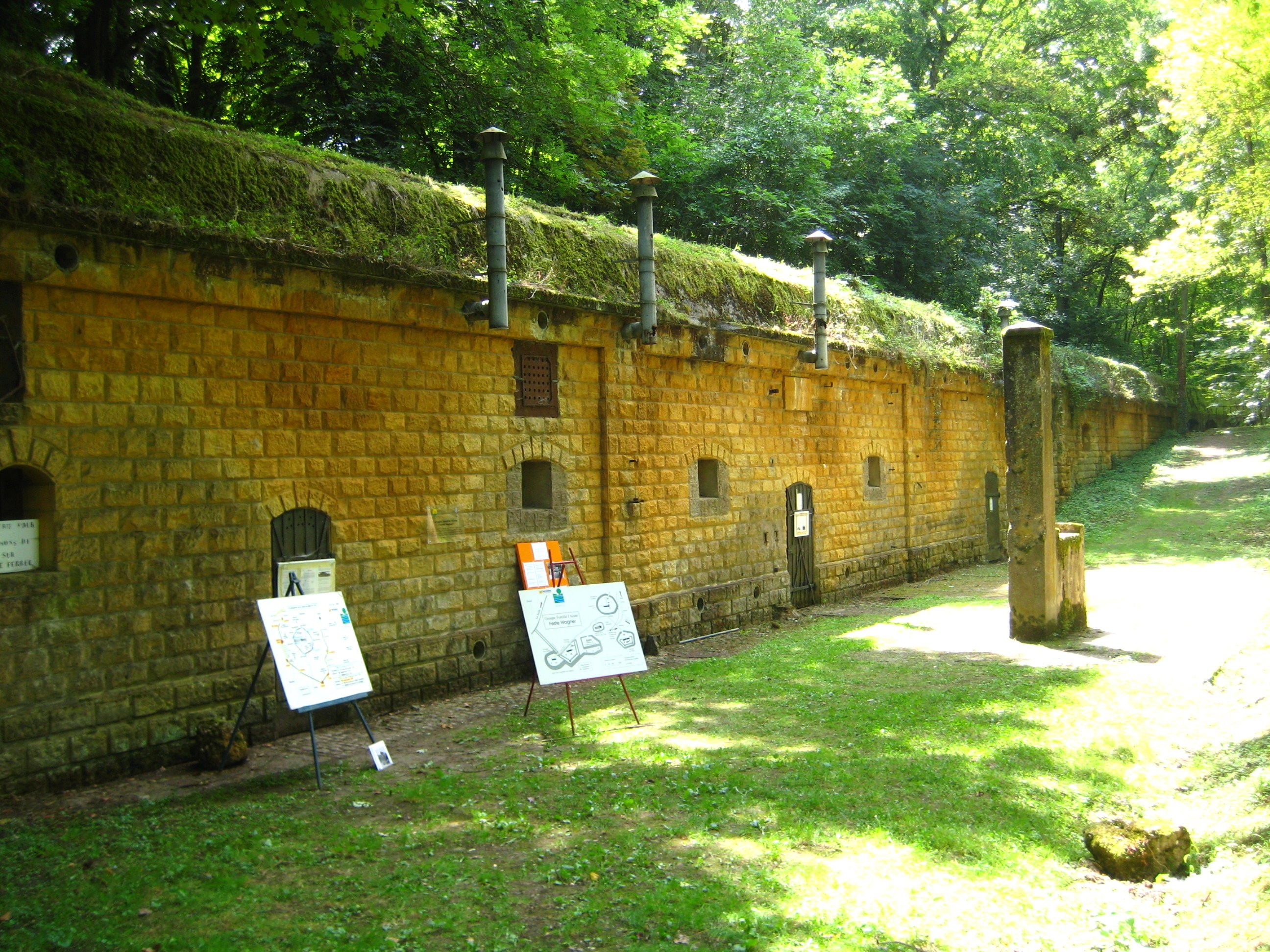
Fort de l'Aisne à Verny.

### Lieux et monuments
- Fontaine fortifiée.
- Voie verte du bois de l'Hôpital.

#### Architecture civile
- Centre socio-culturel Faber : bibliothèque et dojo.
- Accueil périscolaire Les Diablotins inauguré en 2009.
- Espace de loisirs : terrain de football, courts de tennis, city stade, jeux pour enfants.
- Dans la cour du Château : boulodrome, maison des associations.
- École maternelle et élémentaire.
- Collège Nelson-Mandela. Il reçoit les élèves de Verny, ainsi que d'autres originaires de communes voisines (Pommérieux, Pournoy-la-Grasse, Fleury, Solgne, Goin, Liéhon, Louvigny etc).
- Etablissement régional d'enseignement adapté (équipé d'un planétarium). Fermé.
- Caserne de sapeurs pompiers.
- Gendarmerie.
- Halle communale : marché dominical.

#### Architecture militaire
- Petit château fort, détruit en 1635 par les Suédois, pendant la guerre de Trente Ans.
- Groupe Fortifié l'Aisne aussi connu sous le nom de Feste Wagner, un exemple fort bien conservé de fortification de la seconde ceinture fortifiée de Metz.

#### Édifice religieux
- Église Saint-Michel, néo-romane datant de 1854.

### Personnalités liées à la commune
- Léon-Ignace Mangin, né le 30 juillet 1857, fils du juge de paix du canton. Après avoir passé ses premières années à Verny, il ira au collège Saint-Clément à Metz. Entré au noviciat des jésuites de Saint-Acheul, près d’Amiens, il part ensuite comme missionnaire en Chine en 1882. Il est rapidement chargé d’un important district, Ho Hien Fou, comprenant 240 paroisses et 20 000 chrétiens. Et puis survient la guerre des Boxers. Le 20 juillet 1900, les Boxers exterminent 1 800 chrétiens dans l’église de Tchou-Kia-Ho. Le père Mangin était parmi eux. Et le 17 avril 1955, le pape Pie XII béatifia 56 de ces martyrs qui avaient pu être identifiés, dont le père Mangin. Il a été canonisé par Jean-Paul II le 1er octobre 2000.

### Héraldique
| Blason de Verny | Blason  | D'argent à trois pals de sable |
| Blason de Verny | Détails | Ce blason est utilisé par la commune depuis le XIXe siècle. Selon E. de Bouteiller il s'agit du blason de la Maison de Verny, d'ancienne chevalerie. Cependant le sceau de Pierre de Verny de 1338 et de Jean de Verny de 1489 portent un écu gironné. Verny est décorée de la Croix de guerre 1939-1945, reçue le 14 juillet 1950 et ajoutée depuis au blason. Le statut officiel du blason reste à déterminer. |